# Metroplaza Towers
 (août 2022).
Si vous disposez d'ouvrages ou d'articles de référence ou si vous connaissez des sites web de qualité traitant du thème abordé ici, merci de compléter l'article en donnant les références utiles à sa vérifiabilité et en les liant à la section « Notes et références ».
Les Metroplaza Towers sont deux tours jumelles construites en 1992 à Hong Kong. Elles s'élèvent à 174 mètres pour 47 étages. La tour 2 est surmontée d'une antenne qui porte sa hauteur totale à 209 mètres.